# Jijé
Jijé, pseudonimo di Joseph Gillain (Gedinne, 13 gennaio 1914 – Versailles, 19 giugno 1980), è stato un fumettista belga.

## Biografia

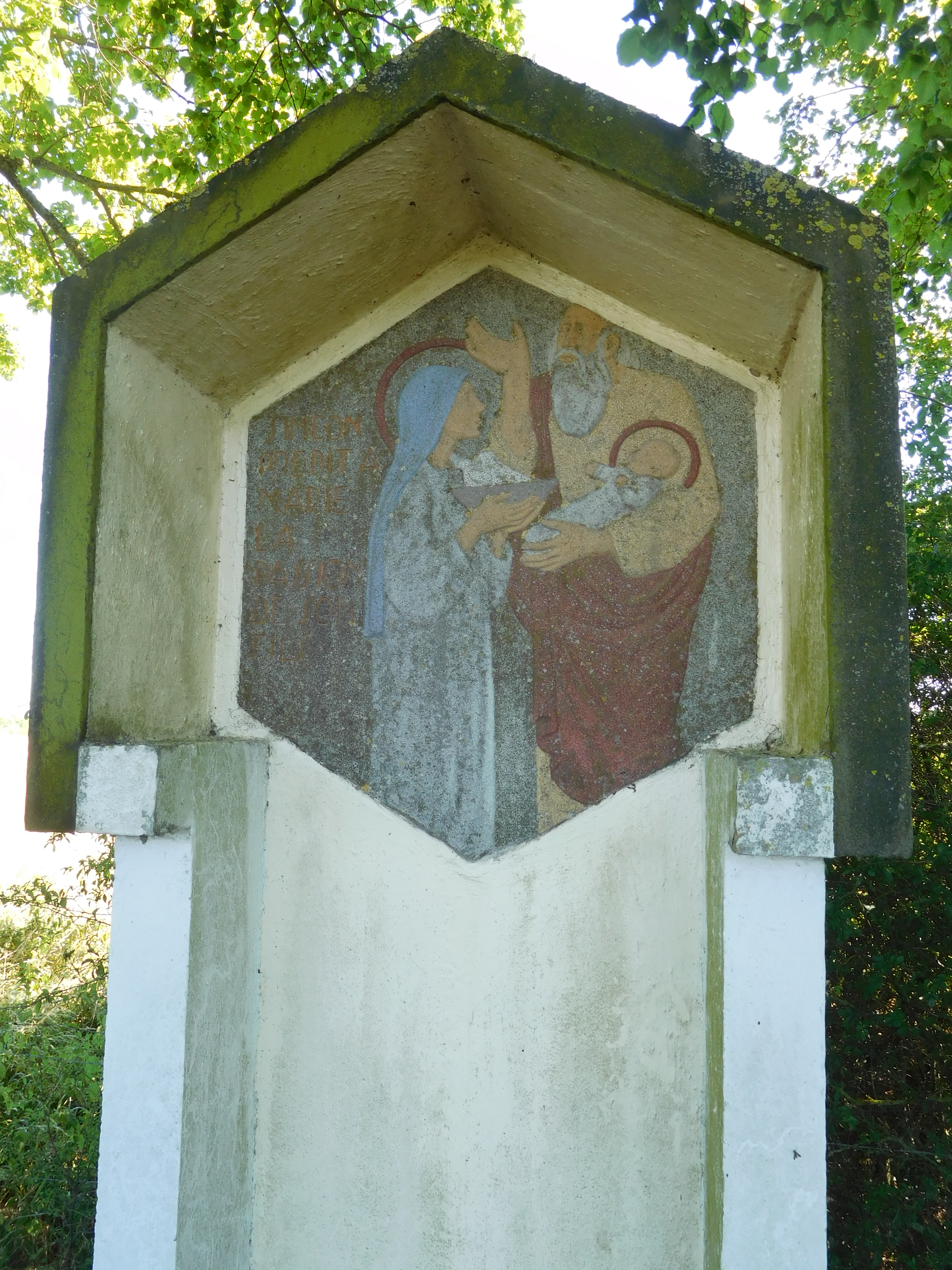
Una delle prime opere di Jijé, nel 1935, fu la creazione del «cammino dei Sette Dolori» (chemin des Sept Douleurs) per la cappella di Notre-Dame de Haurt, a Bure, frazione di Tellin.

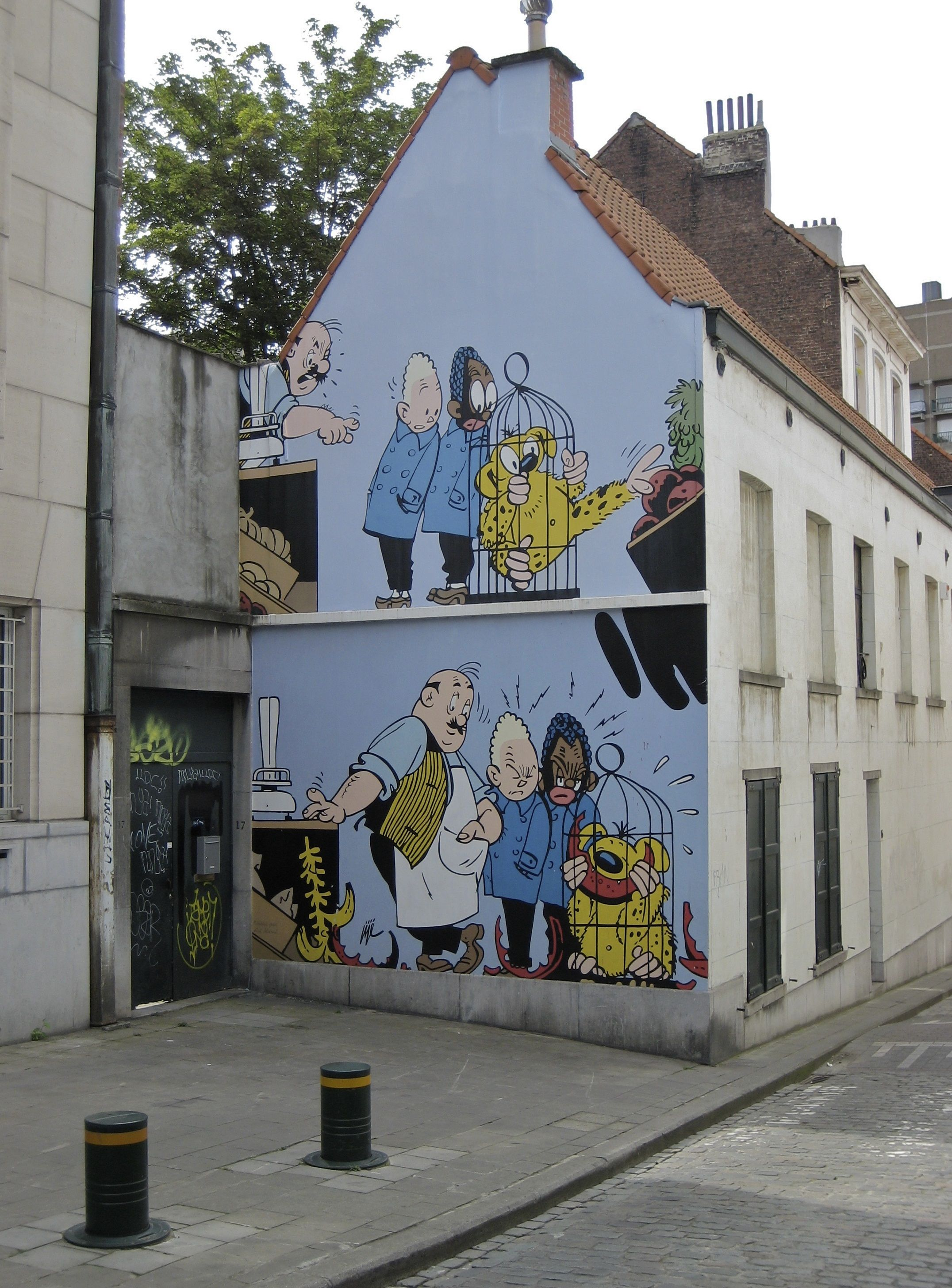
Affresco di Marsupilami (una famosa creatura del fumettista), nel percorso fumettistico a Bruxelles.

Quarto di otto figli, si trasferisce dalla città natale a Florennes nel 1920, per poi migrare nel 1927 a Châtelet.
Appassionato lettore di fumetti, affianca alla scuola di artigianato, studi in corsi di pittura a Charleroi. Nel 1935 inizia a collaborare con riviste locali, fino a quando nel 1938 viene fondato il settimanale Spirou, al quale partecipa prima come illustratore e poi come autore di fumetti. Nel 1960, diviene il primo maestro di Moebius.
Nel 1977 vince il Grand Prix de la ville d'Angoulême.